# Estereolitografia (impressió)

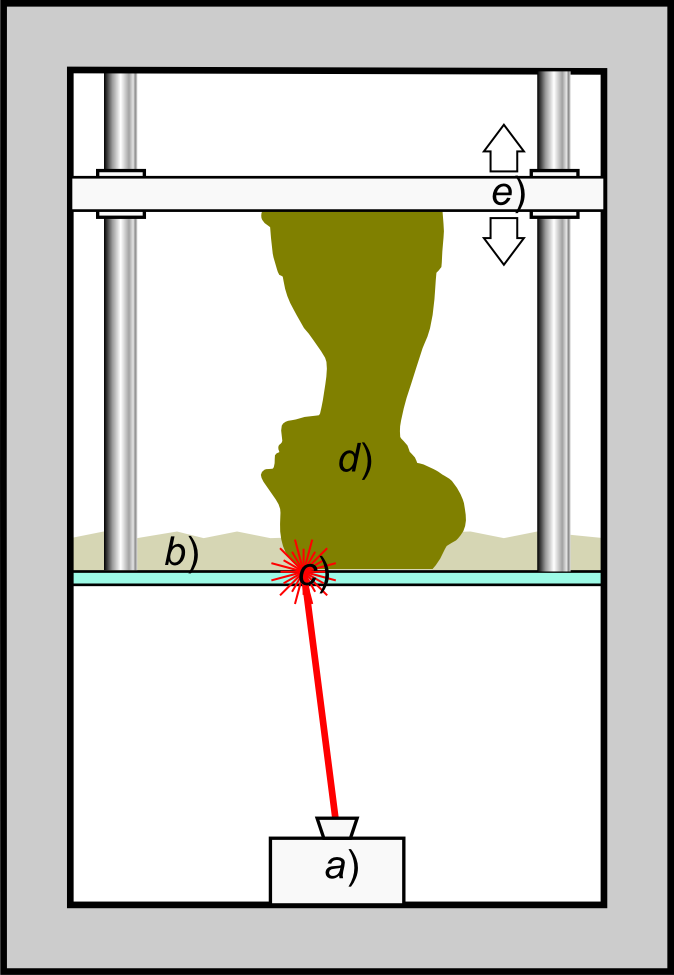
Representació esquemàtica de l'estereolitografia: un dispositiu emissor de llum a) Un làser o DLP il·lumina selectivament el fons transparent c) d'un dipòsit b) ple d'una resina líquida de fotopolimerització. La resina solidificada d) és arrossegada progressivament cap amunt per una plataforma elevadora e)

L'estereolitografia (SLA o SL; també coneguda com a fotopolimerització en cuba, fabricació òptica, fotosolidificació o impressió de resina) és una forma de tecnologia d'impressió 3D utilitzada per crear models, prototips, patrons i peces de producció capa per capa. La moda utilitza processos fotoquímics mitjançant els quals la llum fa que monòmers i oligòmers químics s'entrecreuin per formar polímers. Aleshores, aquests polímers formen el cos d'un sòlid tridimensional. La investigació a la zona s'havia dut a terme durant la dècada de 1970, però el terme va ser encunyat per Chuck Hull el 1984 quan va sol·licitar una patent sobre el procés, que va ser concedida el 1986. L'estereolitografia es pot utilitzar per crear prototips de productes en desenvolupament, models mèdics i maquinari informàtic, així com en moltes altres aplicacions. Tot i que l'estereolitografia és ràpida i pot produir gairebé qualsevol disseny, pot ser cara.

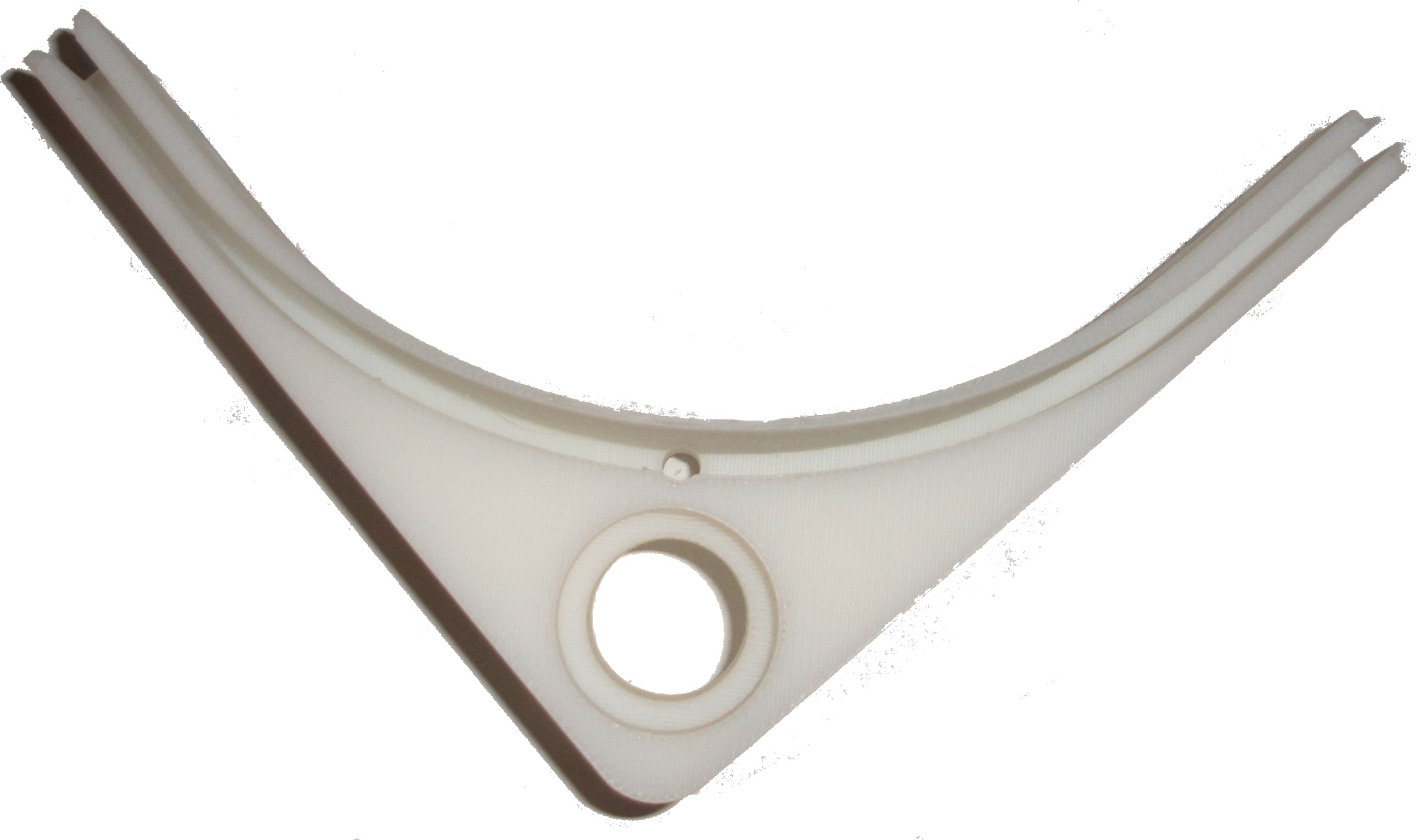
Una peça produïda per una SLA

## Història
La impressió estereolitografia o "SLA" és una tecnologia d'impressió 3D primerenca i àmpliament utilitzada. A principis de la dècada de 1980, l'investigador japonès Hideo Kodama va inventar per primera vegada l'enfocament modern en capes de l'estereolitografia utilitzant llum ultraviolada per curar polímers fotosensibles. El 1984, just abans que Chuck Hull presentés la seva pròpia patent, Alain Le Mehaute, Olivier de Witte i Jean Claude André van presentar una patent per al procés d'estereolitografia. La sol·licitud de patent dels inventors francesos va ser abandonada per la General Electric Company francesa (ara Alcatel-Alsthom) i CILAS (The Laser Consortium). Le Mehaute creu que l'abandonament reflecteix un problema amb la innovació a França.

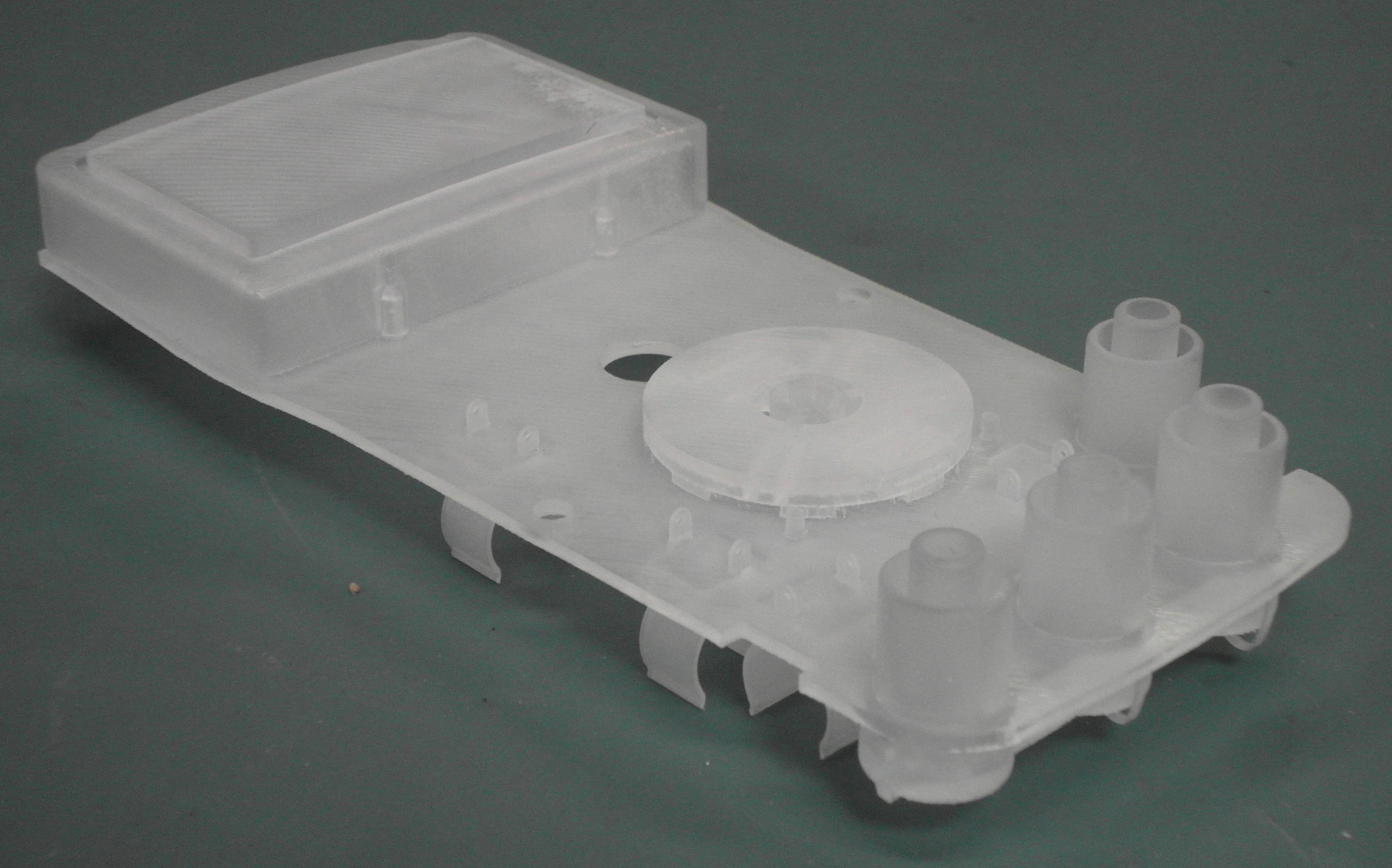
Un exemple de placa de circuit imprès SLA amb diversos components per simular el producte final.

El terme "estereolitografia" (grec: estereo-sòlid i litografia) va ser encunyat el 1984 per Chuck Hull quan va presentar la seva patent per al procés. Hull va patentar l'estereolitografia com un mètode per crear objectes en 3D "imprimint" successivament capes fines d'un objecte utilitzant un mitjà curable per llum ultraviolada, començant des de la capa inferior fins a la capa superior. La patent de Hull descrivia un feix concentrat de llum ultraviolada enfocat a la superfície d'una cuba plena d'un fotopolímer líquid. El feix s'enfoca a la superfície del fotopolímer líquid, creant cada capa de l'objecte 3D desitjat mitjançant la reticulació (generació d'enllaços intermoleculars en polímers). Es va inventar amb la intenció de permetre als enginyers crear prototips dels seus dissenys d'una manera més eficaç en el temps. Després que la patent fos concedida el 1986, Hull va cofundar la primera empresa d'impressió 3D del món, 3D Systems, per comercialitzar-la.

## Tecnologia
L'estereolitografia és un procés de fabricació additiva que, en la seva forma més habitual, funciona enfocant un làser ultraviolat (UV) a una cuba de resina fotopolímera. Amb l'ajuda del programari de fabricació assistida per ordinador o disseny assistit per ordinador (CAM/CAD), el làser UV s'utilitza per dibuixar un disseny o una forma preprogramada a la superfície de la cuba de fotopolímer. Els fotopolímers són sensibles a la llum ultraviolada, de manera que la resina es solidifica fotoquímicament i forma una sola capa de l'objecte 3D desitjat. A continuació, la plataforma de construcció baixa una capa i una fulla recobreix la part superior del dipòsit amb resina. Aquest procés es repeteix per a cada capa del disseny fins que s'ha completat l'objecte 3D. Les peces acabades s'han de rentar amb un dissolvent per netejar la resina humida de les seves

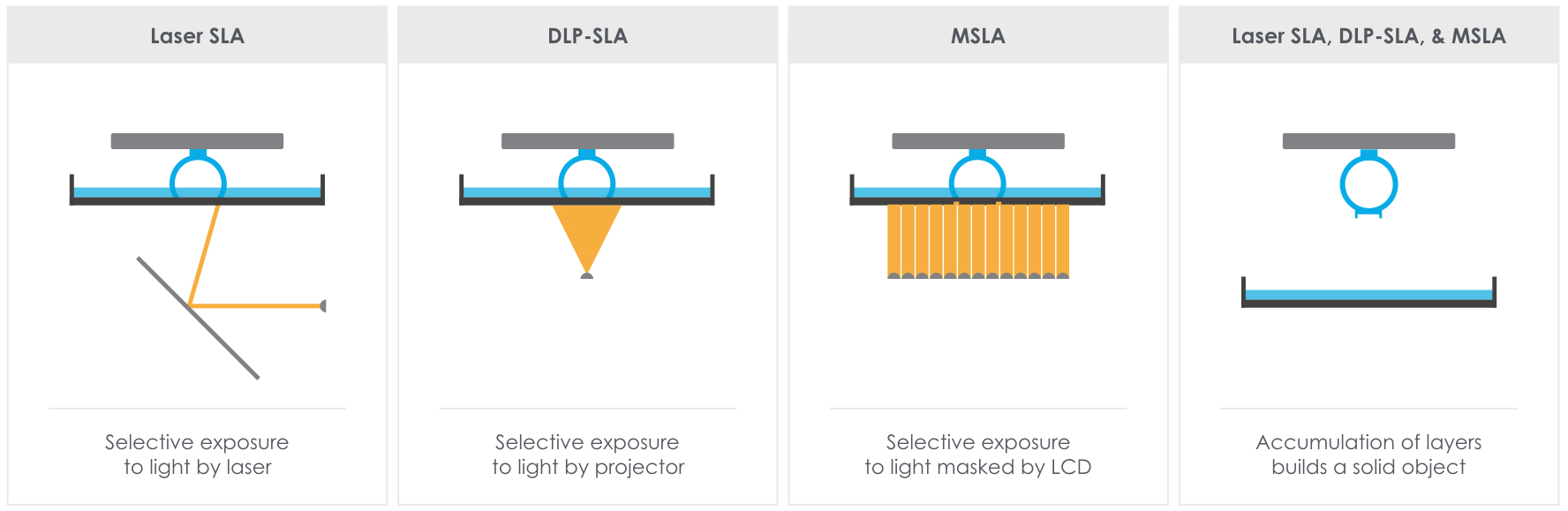

superfícies.

## Materials
Els materials líquids utilitzats per a la impressió SLA s'anomenen comunament "resines" i són polímers termoestables. Hi ha una gran varietat de resines disponibles comercialment i també és possible utilitzar resines casolanes per provar diferents composicions, per exemple. Les propietats del material varien segons les configuracions de la formulació: "els materials poden ser suaus o durs, molt farcits de materials secundaris com el vidre i la ceràmica, o imbuïts de propietats mecàniques com l'alta temperatura de deflexió de calor o la resistència a l'impacte". Recentment, alguns estudis han provat la possibilitat de fer verds o reutilitzables materials per produir resines "sostenibles". És possible classificar les resines en les següents categories:
- Resines estàndard, per a prototipatge general.
- Resines d'enginyeria, per a propietats mecàniques i tèrmiques específiques.
- Resines dentals i mèdiques, per a certificacions de biocompatibilitat.
- Resines colables, per a zero contingut de cendres després de l'esgotament.
- Resines biomaterials, formulades com a solucions aquoses de polímers sintètics com el polietilenglicol, o polímers biològics com la gelatina, el dextran o l'àcid hialurònic.

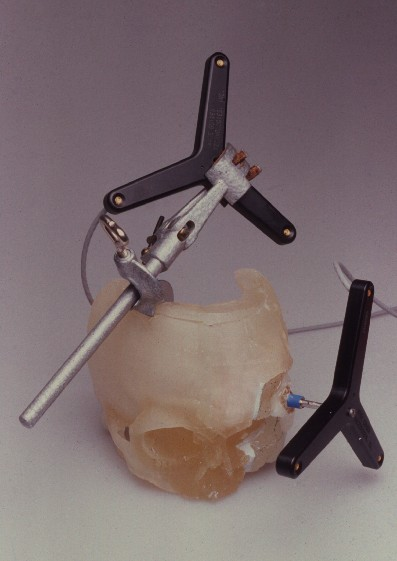
Model estereolitogràfic d'una calavera

## Usos

### Modelatge mèdic
Els models estereolitogràfics s'han utilitzat en medicina des de la dècada de 1990, per crear models 3D precisos de diverses regions anatòmiques d'un pacient, basats en dades d'exploracions d'ordinador. El modelatge mèdic implica primer l'adquisició d'una TC, una ressonància magnètica o una altra exploració.

### Prototipatge
L'estereolitografia s'utilitza sovint per crear prototips de peces. Per un preu relativament baix, l'estereolitografia pot produir prototips precisos, fins i tot de formes irregulars. Les empreses poden utilitzar aquests prototips per avaluar el disseny del seu producte o com a publicitat del producte final.